# Wejherowo
Wejherowoⓘ (dodatkowa nazwa w j. kaszub. Wejrowò, niem. Neustadt in Westpreußen) – miasto w województwie pomorskim, położone na pograniczu Pojezierza Kaszubskiego i Pradoliny Redy-Łeby, nad rzeką Redą. Stanowi element Małego Trójmiasta Kaszubskiego, jest również częścią aglomeracji trójmiejskiej. Siedziba powiatu wejherowskiego i gminy Wejherowo. W latach 1975-1998 w województwie gdańskim. Wchodzi w skład Komunalnego Związku Gmin „Dolina Redy i Chylonki” oraz Doliny Logistycznej.
Wydany w 1880 Słownik geograficzny Królestwa Polskiego uznaje miasto Wejherowo za stolicę Kaszub.
Według danych GUS z 31 grudnia 2022, Wejherowo liczyło 46 446 mieszkańców i było pod względem liczby ludności 87. miastem w Polsce.

## Przynależność państwowa
Wejherowo będąc dawniej miastem pogranicza polsko-niemieckiego kilkukrotnie zmieniało przynależność państwową. Doświadczyło także okupacji szwedzkiej w czasie Potopu Szwedzkiego oraz francuskiej w trakcie Wojen Napoleońskich.
- 1643-1772 –  Rzeczpospolita Obojga Narodów
- 1772-1871 –  Królestwo Prus
- 1871-1920 –  Cesarstwo Niemieckie
- 1920-1939 –  Rzeczpospolita Polska
- 1939-1945 –  Rzesza Niemiecka (okupacja)
- 1945-1989 –  Polska Rzeczpospolita Ludowa
- 1989- dziś –  Rzeczpospolita Polska

## Osiedla
Statut miasta przewiduje możliwość utworzenia jednostek pomocniczych gminy zwanych osiedlami.
W kadencji rady gminy 2018-2023, wyznaczone były osiedla, dla których na początku 2019 przeprowadzono wybory do rad osiedli: Przemysłowa, Sucharskiego, Śmiechowo Północ, Śmiechowo Południe. Warunkiem utworzenia rady osiedla była 10% frekwencja w wyborach. Warunek ten uzyskało tylko osiedle Sucharskiego.

## Struktura powierzchni
Wejherowo ma obszar 26,99 km² (2016), w tym:
- użytki rolne: 20%
- użytki leśne: 49,7%

Miasto zajmuje 2% powierzchni powiatu.

## Historia

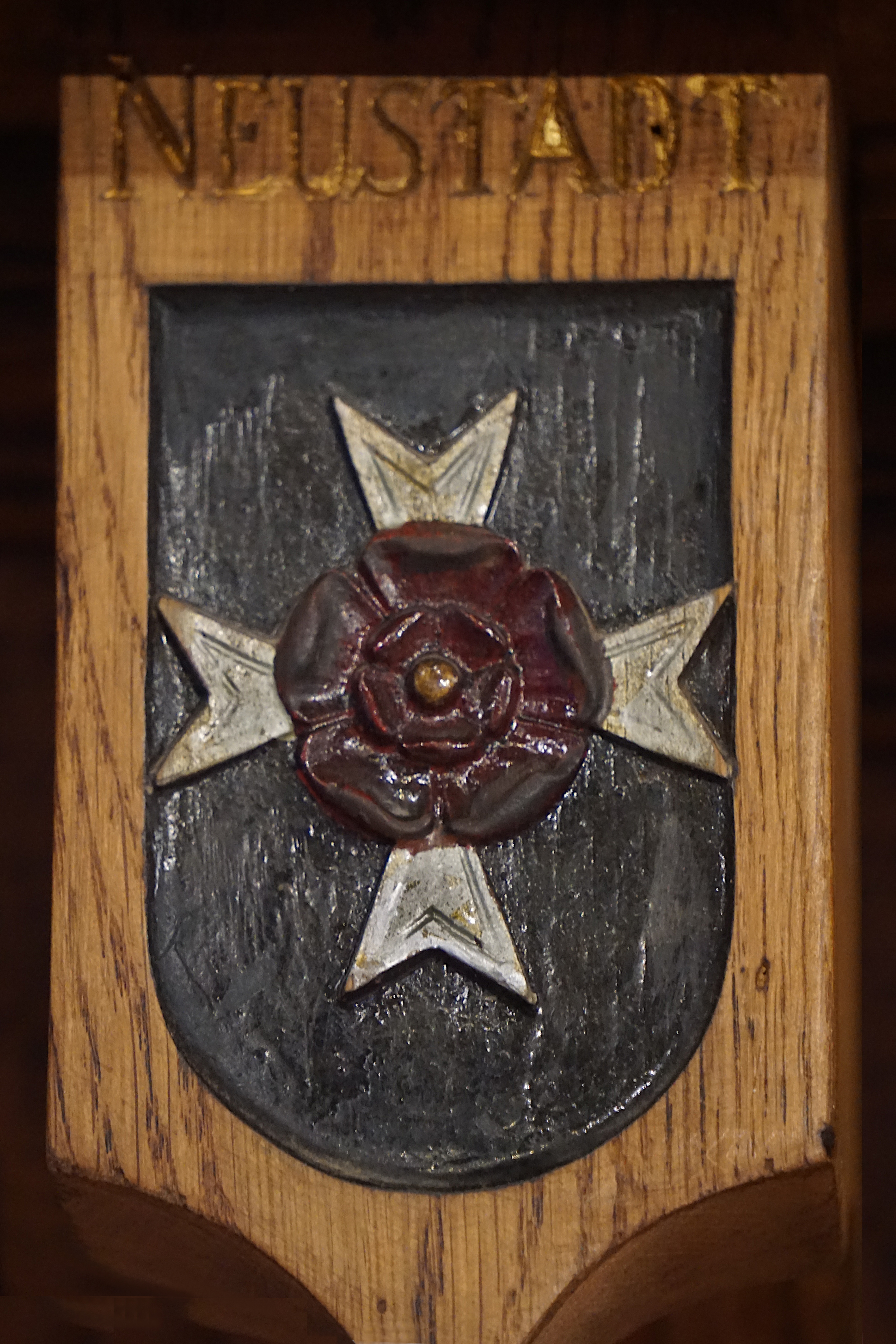
Herb Wejherowa w sali plenarnej staromiejskiego ratusza w Gdańsku

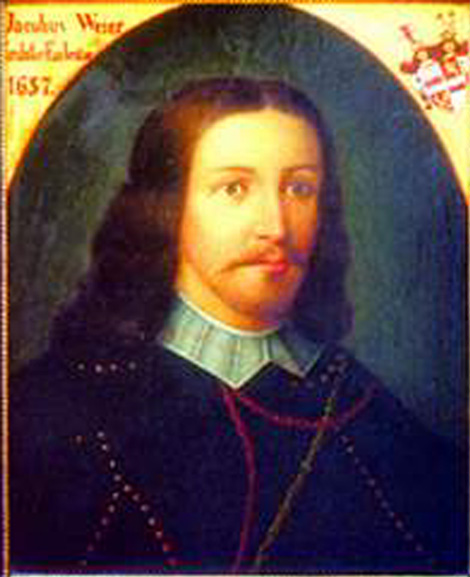
Jakub Weiher – założyciel miasta

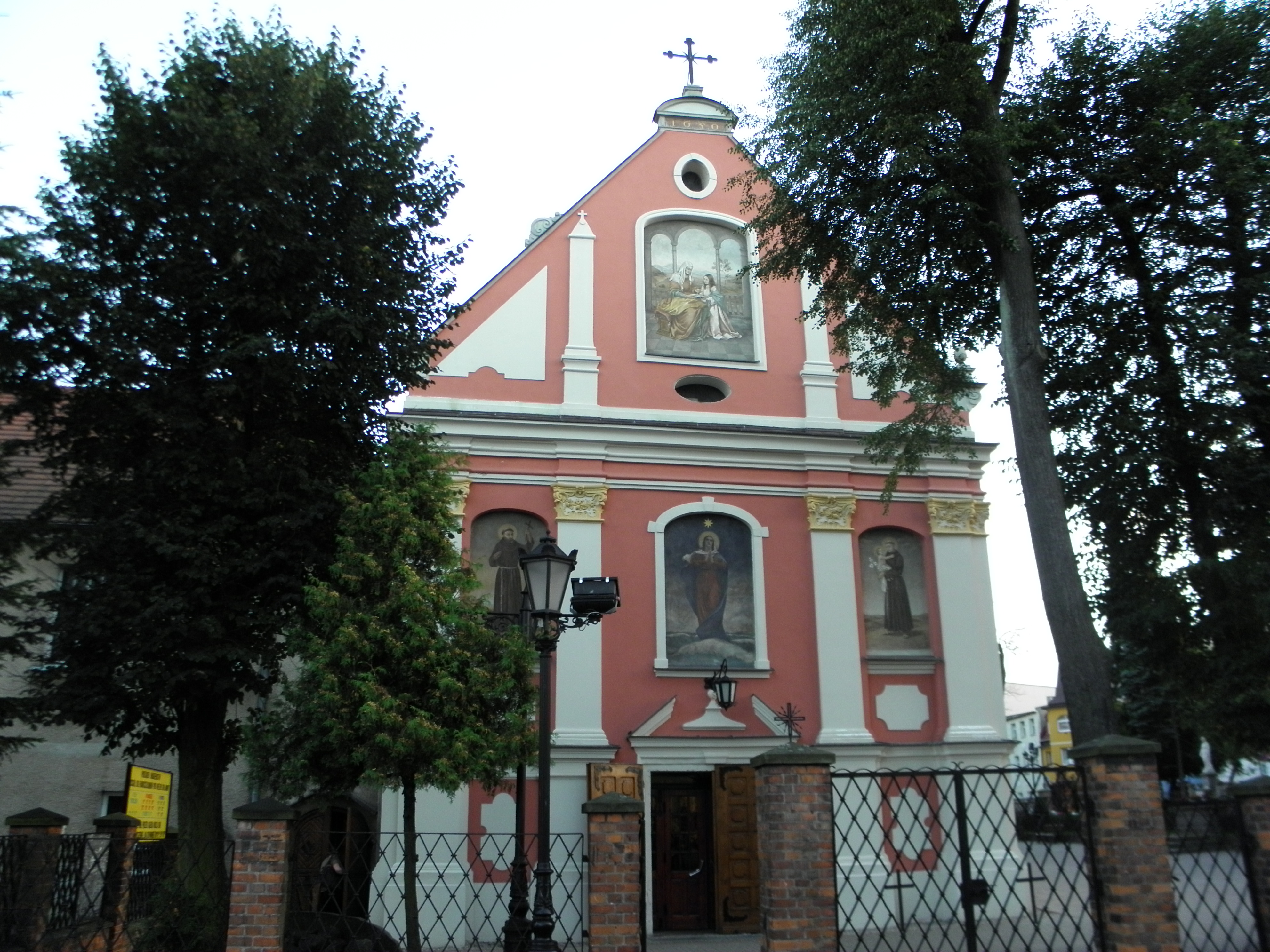
Kościół św. Anny z 1650, fundowany dla franciszkanów przez Jakuba Wejhera

Wejherowo – założone w 1643 przez polskiego wojewodę Jakuba Wejhera – prawa miejskie uzyskało w 1650. Początkowo nazywane też było Wejherowską Wolą i Nowym Miastem (w odróżnieniu od „starego miasta” – czyli Pucka), potoczną nazwą niemiecką była w tym okresie Weihersfrey lub Weiherfrai. Po 1676 przeszło na własność lokalnych rodzin magnackich (przez pewien czas należało także do Sobieskich).
W wyniku I rozbioru Polski (1772) włączono je do Prus pod nazwą Neustadt, czyli Nowe Miasto. W 1818 zostało miastem powiatowym w rejencji gdańskiej (Prusy Zachodnie), stając się też siedzibą okręgu kościelnego Ewangelickiego Kościoła Unii Staropruskiej, po przyłączeniu do Polski przemianowanego na superintendenturę (diecezję) wejherowską Ewangelickiego Kościoła Unijnego, która istniała do 1945. W 1870 wybudowano połączenie kolejowe z Gdańskiem i Słupskiem. Na koniec 1892 r. miasto miało 5.546 mieszkańców. W tym (na podstawie języka ojczystego) 4.075, czyli  73% Niemców (1.783 katolików i 2.292 ewangelików), 1.266, czyli 23% Kaszubów (1.216 katolików i 50 ewangelików), 50 Polaków katolików, 160 Żydów i 5 innych. Na przełomie XIX i XX w. intensywnie rozwijało się gospodarczo.
W lutym 1920 Wejherowo zostało przyłączone do Polski przez błękitną armię generała Hallera. W chwili, gdy wojska polskie stanęły w mieście, przemówienie wygłosił słynny kaszubski działacz Antoni Abraham. W 1927 stało się siedzibą powiatu morskiego w województwie pomorskim (który obejmował dotychczasowy powiat pucki oraz powiat wejherowski bez Gdyni). Struktura demograficzna zaczęła się powoli zmieniać na korzyść Polaków. W dwudziestoleciu międzywojennym Wejherowo było jednym z głównych ośrodków regionalizmu (postulowano autonomizację regionu Pomorza w ramach państwa polskiego).
9 września 1939 Wejherowo zajęte przez Niemców. Ci nadali mu nazwę nieznacznie zmienioną względem obowiązującej w czasach II Rzeszy: Neustadt in Westpreußen, czyli Nowe Miasto w Prusach Zachodnich. Zasłużony burmistrz Teodor Bolduan został natychmiast aresztowany i rozstrzelany. Krótko po zakończeniu działań wojennych miasto odwiedził gauleiter Pomorza Albert Forster, który publicznie groził antyniemiecko nastawionym mieszkańcom Wejherowa. W okresie okupacji działała konspiracyjna organizacja TOW „Gryf Pomorski”. Na przełomie 1939 i 1940 Niemcy rozstrzelali w lasach piaśnickich 12-14 tys. ludzi, w tym wielu wejherowian. 12 marca 1945 miasto zostało zdobyte przez jednostki 1 Armii Pancernej Gwardii i 19 Armii 2 Frontu Białoruskiego oraz oddziały 2 i 3 batalionu czołgów polskiej 1 Brygady Pancernej im. Bohaterów Westerplatte. Ku ich pamięci, w maju 1970 ustawiono Pomnik – czołg (T-34-85) przy ul. Ofiar Piaśnicy. Obecnie czołg stoi w Parku Kaszubskim, przy Strzeleckiej.
W 1975 Wejherowo utraciło status siedziby powiatu, by w 1999 go odzyskać (w ramach reformy przywrócono w Polsce powiaty i utworzono województwo pomorskie). W latach 2006–2008 przeprowadzono pierwszą od czasów powstania gruntowną renowację zabytkowego kompleksu Kalwarii Wejherowskiej.
W skrócie:

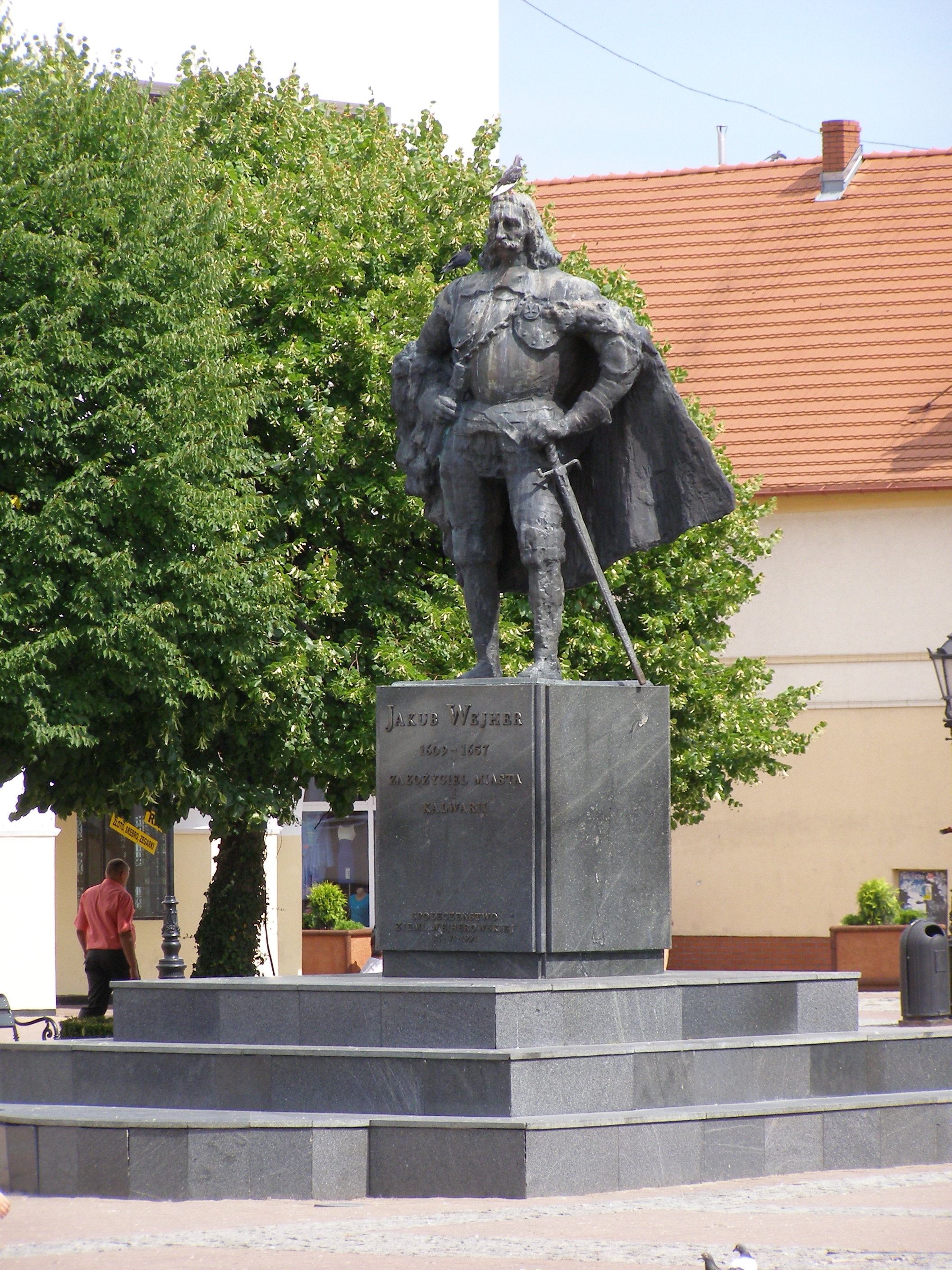
Pomnik Jakuba Wejhera

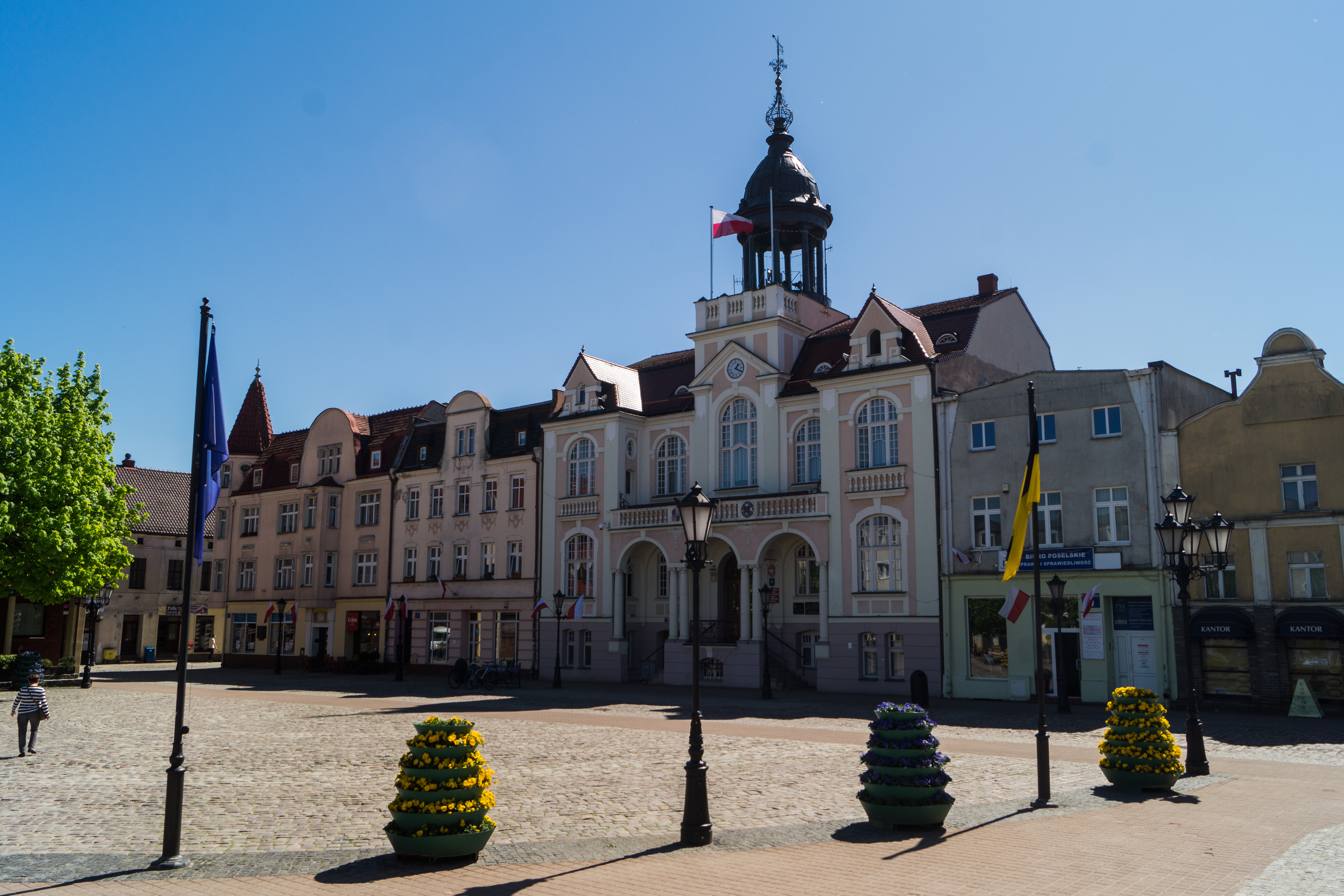
Ratusz miejski

- VII-IX w. – osada słowiańska i gród na Górze Zamkowej
- 1. połowa XIV w. – pierwsze udokumentowane wzmianki o osadach Nanice i Śmiechowo (dzisiejsze dzielnice Wejherowa)
- 1576 – w posiadaniu starosty puckiego Ernesta Wejhera[12]
- 1643 – lokacja osady zwanej Wejherowską Wolą na gruntach wsi Śmiechowo (obecnie dzielnica miasta)
- 1644 – fundacja kościoła św. Trójcy przez Jakuba Wejhera
- 1649–1655 – budowa Kalwarii Wejherowskiej, ufundowanej przez Jakuba Wejhera i jego krewnych
- 1650 – Wejherowska Wola otrzymała prawa miejskie chełmińskie od króla Jana II Kazimierza Wazy
- 1676 – miasto odkupił książę M.K. Radziwiłł
- 1685 – własność Jana III Sobieskiego
- 1772 – miasto pod zaborem pruskim, przemianowane na Neustadt in Westpreußen
- 1796 – miasto kupił hrabia Keyserlingk
- 1870 – uzyskanie połączenia kolejowego z Gdańskiem i Koszalinem
- 1920 – po 148 latach miasto wraca do Polski
- 7-8 IX 1939 – w pobliżu Wejherowa ciężkie walki obronne toczył 1 Morski Pułk Strzelców
- 1939-1945 – miasto zaanektowane przez III Rzeszę, powtórnie przemianowane na Neustadt in Westpreußen
- 12 III 1945 – opanowanie miasta przez wojska radzieckie i polskie, zakończenie okresu okupacji niemieckiej i przywrócenie w granice powojenne Polski
- 1975 – zniesienie powiatu wejherowskiego w wyniku reformy administracyjnej
- 1999 – przywrócenie powiatu w wyniku kolejnej reformy administracyjnej, Wejherowo  w województwie pomorskim

## Zabytki i interesujące miejsca

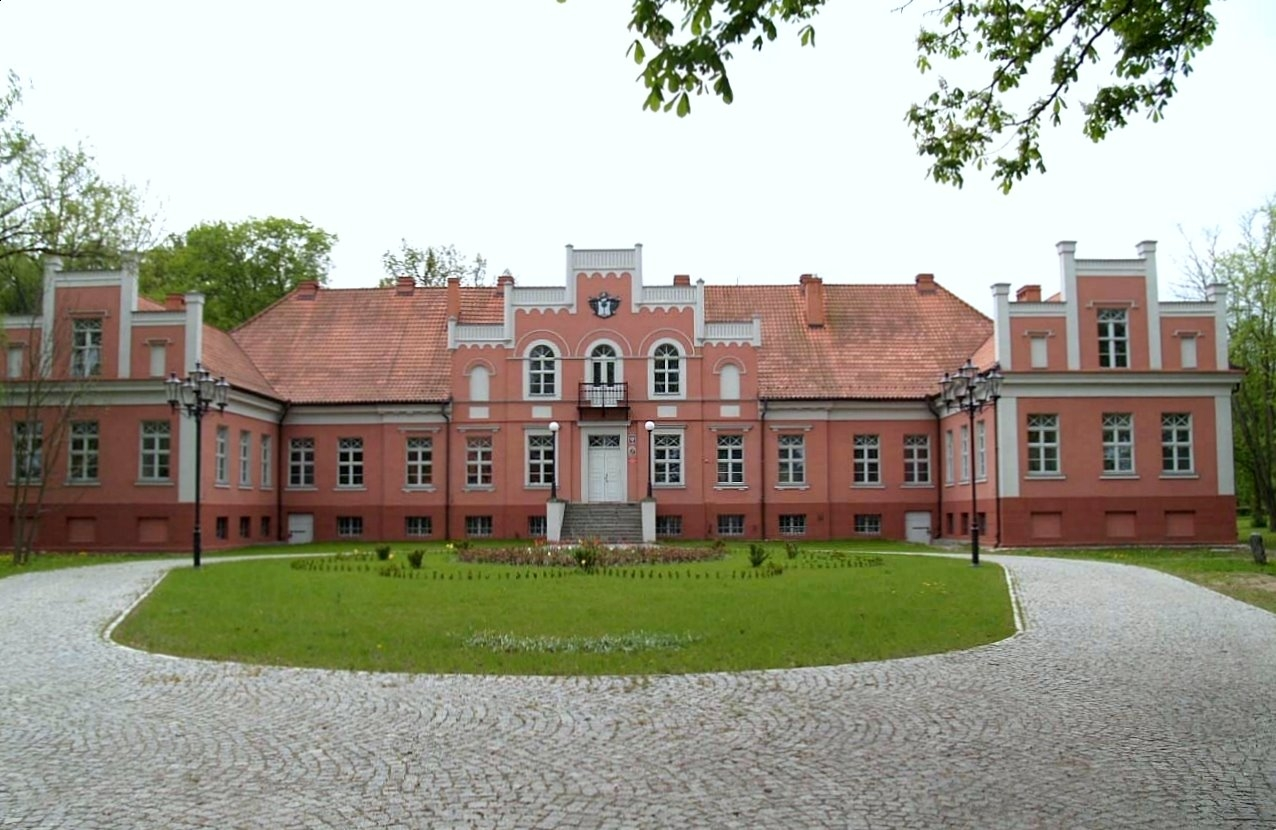
Muzeum Piśmiennictwa i Muzyki Kaszubsko-Pomorskiej

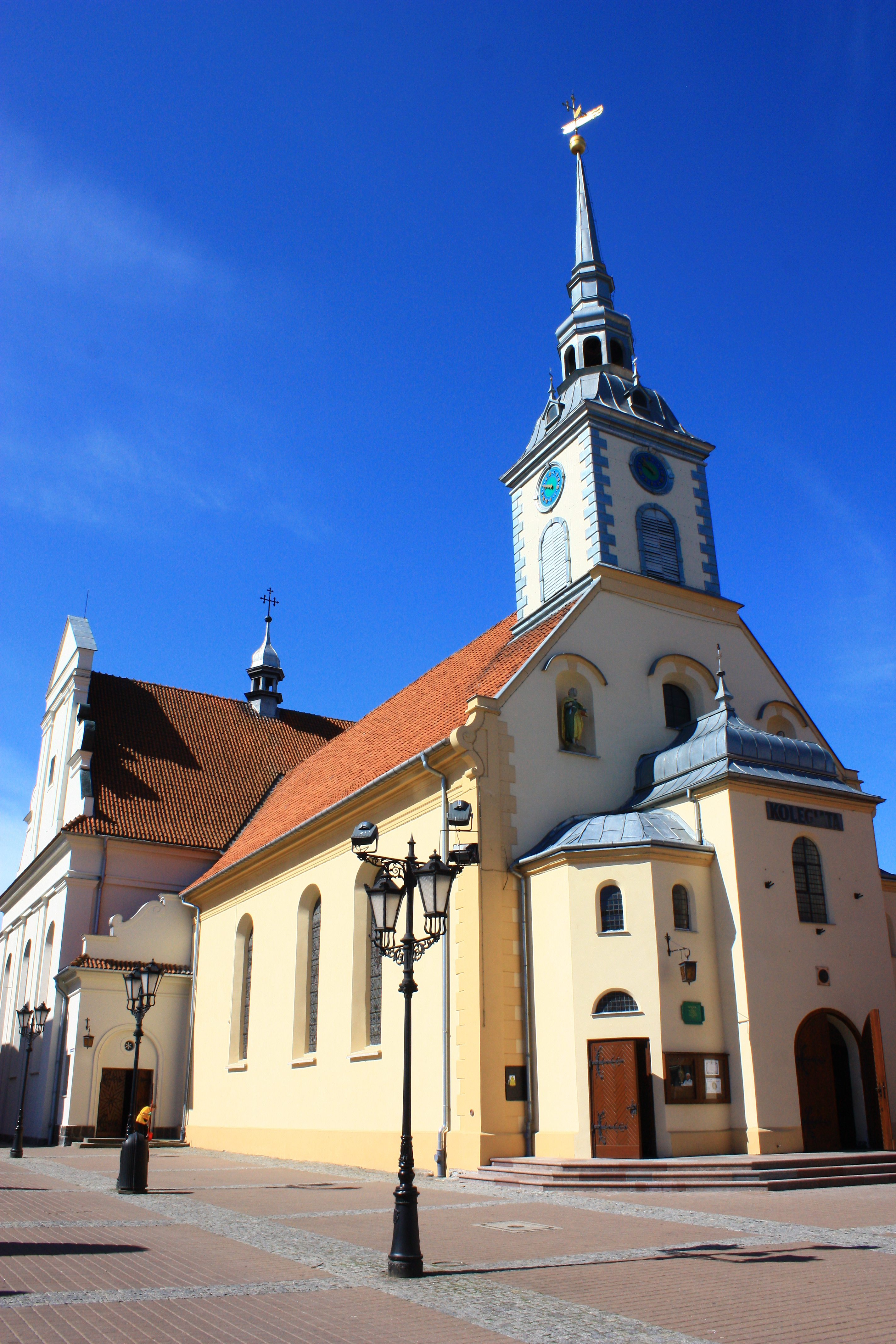
Kolegiata św. Trójcy

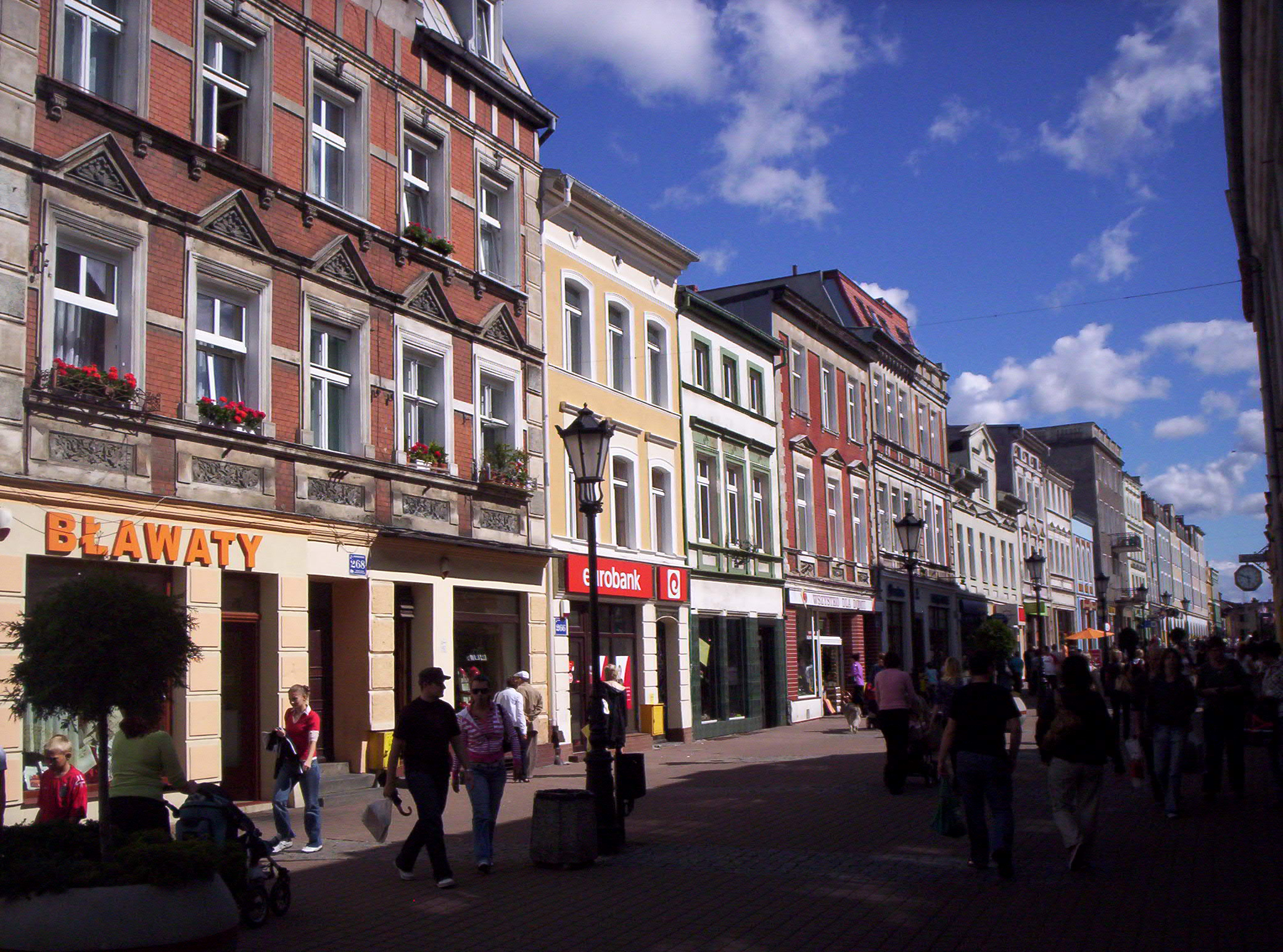
Fragment ulicy Jana III Sobieskiego

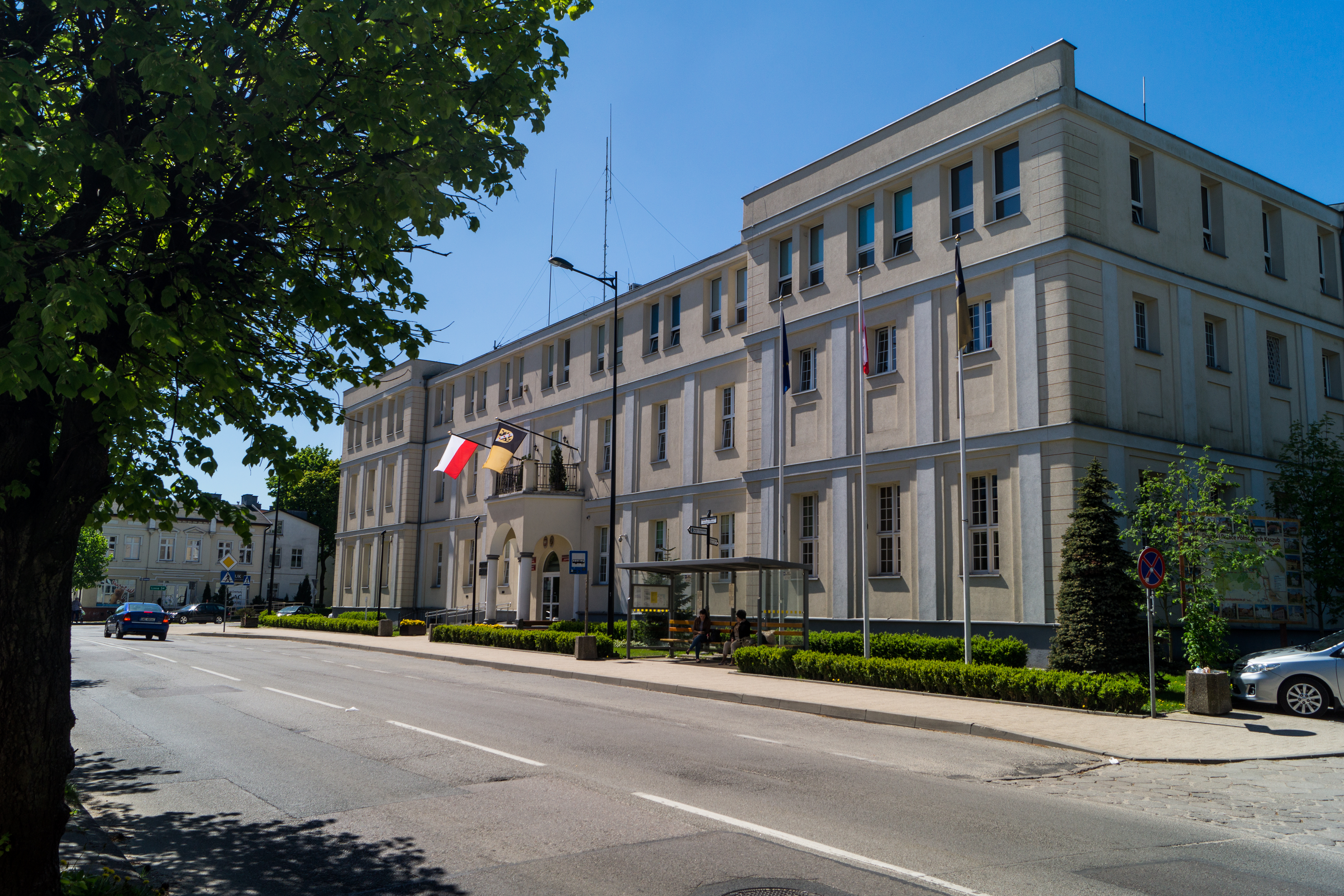
Starostwo Powiatowe w Wejherowie

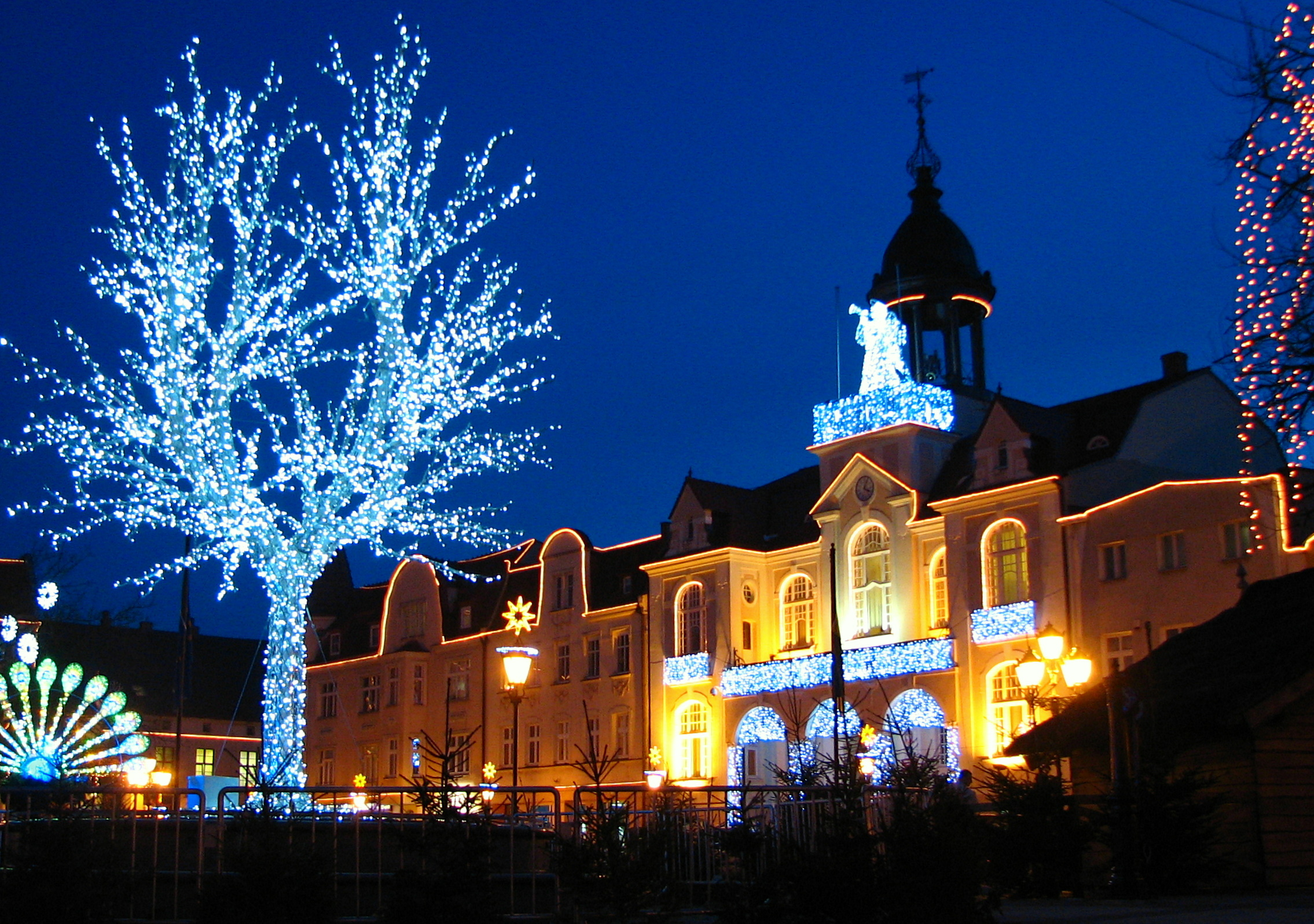
Świąteczne oświetlenie rynku miejskiego i ratusza

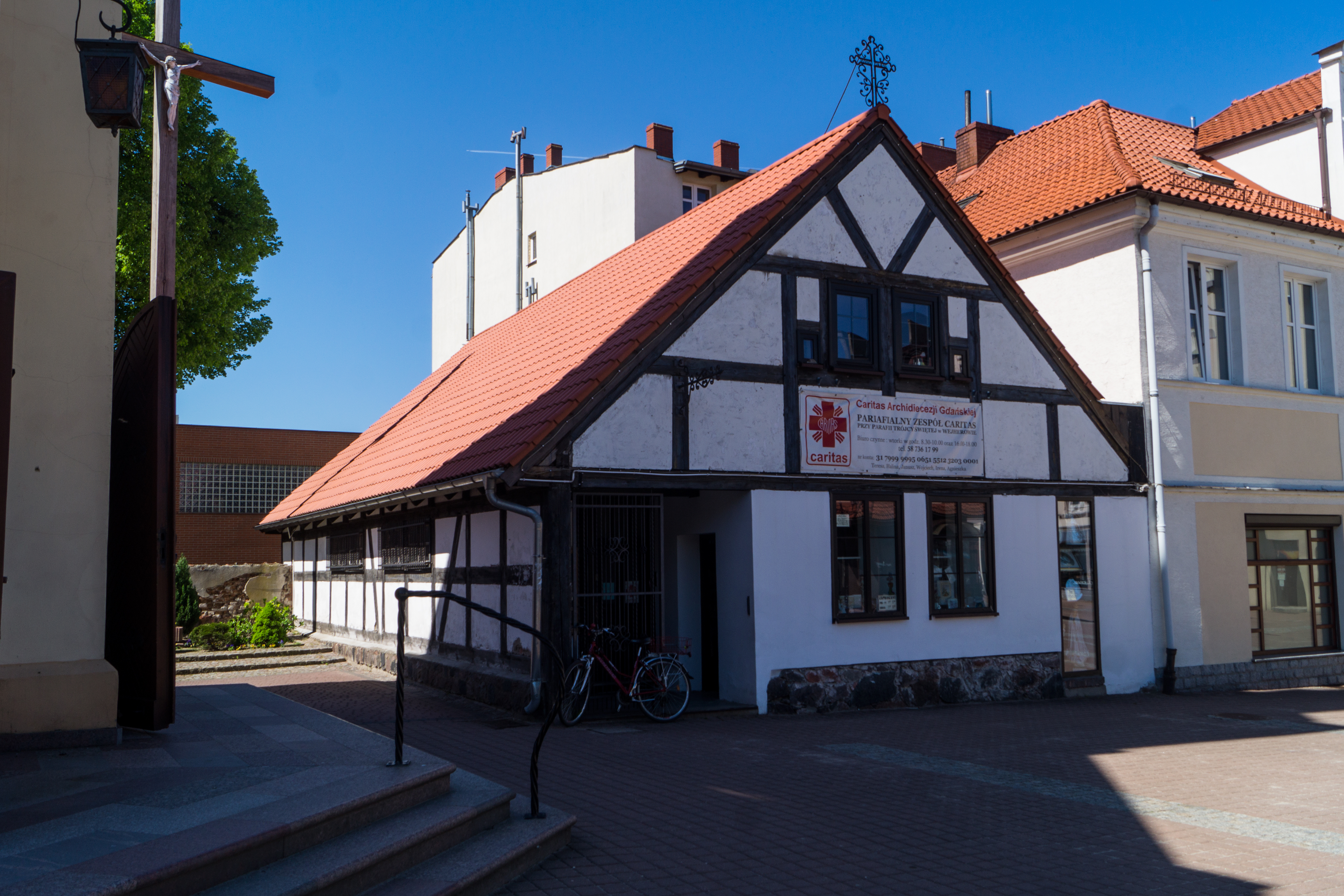
Szachulcowy budynek dawnego szpitalika-przytułka

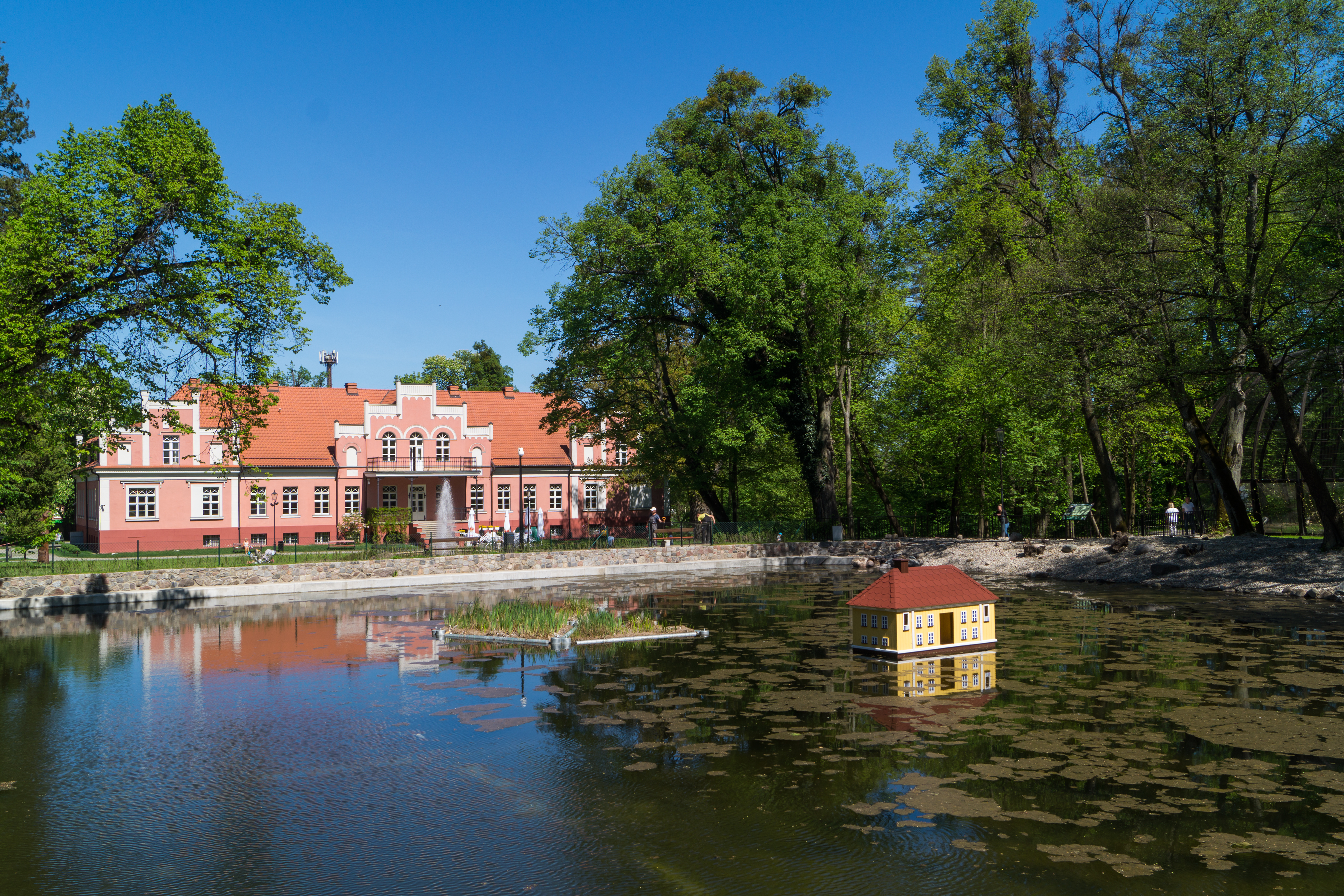
Park Majkowskiego wraz z Pałacem Przebendowskich i Keyserlingów

- Kalwaria Wejherowska ufundowana przez wojewodę Wejhera w latach 1649-1659, składająca się z 26 barokowych, rokokowych i neogotyckich kaplic fundacji rodu Wejherów
- Pałac Keyserlingków i Przebendowskich (obecnie siedziba Muzeum Piśmiennictwa

i Muzyki Kaszubsko-Pomorskiej, wpisanego do Państwowego Rejestru Muzeów)
- Kościół św. Trójcy z 1755 fundacji Jana Przebendowskiego, na miejscu dawniejszego kościoła z 1644 – obecnie kolegiata
- poewangelicki, neogotycki Kościół św. Stanisława Kostki z 1908, z pięcioma wieżami
- konwikt św. Leona z 1872 zbudowany przez mieszkańców miasta dla reformatów pozbawionych dawnego klasztoru przez władze pruskie
- barokowy Kościół i klasztor Franciszkanów w Wejherowie z 1650 ufundowany dla franciszkanów przez Jakuba Wejhera
- krypty rodziny Wejherów i Przebendowskich (w podziemiach klasztoru)
- obraz Matki Bożej Wejherowskiej, znajdujący się w kościele klasztornym – ukoronowany przez Jana Pawła II podczas mszy na sopockim hipodromie
- Plac Jakuba Wejhera (rynek) z pomnikiem założyciela miasta Jakuba Wejhera
- ulica Jana III Sobieskiego – deptak miejski, wytyczony w 1643
- ratusz miejski (z udostępnionymi makietami zabytkowego centrum Wejherowa oraz Kalwarii Wejherowskiej)
- szachulcowy szpitalik-przytułek z XVII w.
- eklektyczne kamienice z przełomu XIX / XX w.
- gmach gimnazjum z 1866
- budynek sądu z 1880
- stary cmentarz
- park miejski im. Aleksandra Majkowskiego (z XVIII w.)
- młyn wodny nad rzeką Cedron z XVII w. (przebudowany po pożarze w 1920)
- budynek dawnego Zespołu Szkół Elektrycznych
- budynki dawnego Szpitala Psychiatrycznego (obecnie szkoły specjalne oraz jednostka wojskowa)
- budynek dworca kolejowego
- budynek poczty
- budynek Starostwa Powiatowego
- Villa Musica (obecnie siedziba Muzeum Piaśnickiego)
- Dom Młynarza (obecnie budynek mieszkalny)

## Burmistrzowie, naczelnicy i prezydenci
II RP:
- Augustyn Dybowski (1919–1920)
- Alfons Chmielewski (1920–1921)
- Jan Bieliński (1921–1922)
- Władysław Kruczyński (1922–1928)
- Stanisław Gąsowski (1928–1929)
- Karol Biliński (1929–1932)
- Jan Owiński (1932–1933)
- Teodor Bolduan (1933–1939)

Okupacja niemiecka:
- Karl Nitschke (1939–1944)
- Gustav Bamberger (?) (1944–1945)

PRL:
- Bernard Szczęsny (1945–1949)
- Władysław Szutta (1949)

[w latach 1949–1975 – organem wykonawczym było Prezydium Miejskiej Rady Narodowej]
- Stanisław Nagórski (1975–1979)
- Ryszard Rynkowski (1979–1980)
- Franciszek Szosnak (1980–1981)
- Piotr Lenz (1981–1982)
- Zbigniew Pranga (1982–1990)

III RP:
- Jerzy Budnik (1990–1998)
- Krzysztof Hildebrandt (od 1998)

## Demografia
Dane z 31 grudnia 2023:
| Opis                              | Ogółem  | Ogółem  | Kobiety | Kobiety | Mężczyźni | Mężczyźni |
| --------------------------------- | ------- | ------- | ------- | ------- | --------- | --------- |
| Jednostka                         | Osób    | %       | Osób    | %       | Osób      | %         |
| Populacja                         | 46 271  | 100     | 23 922  | 51,7    | 22 349    | 48,3      |
| Gęstość zaludnienia [mieszk./km²] | 1 714,4 | 1 714,4 | b.d.    | b.d.    | b.d.      | b.d.      |

| Rok  | Liczba mieszkańców |
| ---- | ------------------ |
| 2003 | 44 532             |
| 2004 | 44 657             |
| 2005 | 44 977             |
| 2006 | 45 522             |
| 2007 | 45 869             |
| 2008 | 46 579             |
| 2009 | 47 188             |
| 2010 | 47 794             |
| 2011 | 50 145             |
| 2012 | 50 315             |
| 2013 | 50 234             |
| 2014 | 50 292             |
| 2015 | 50 215             |
| 2016 | 50 039             |
| 2017 | 49 927             |
| 2018 | 49 789             |
| 2019 | 49 505             |
| 2020 | 49 099             |
| 2021 | 46 968             |
| 2023 | 46 271             |

- Piramida wieku mieszkańców Wejherowa w 2014[16]:

## Klimat
Położenie blisko Bałtyku sprawia, że Wejherowo znajduje się pod wpływem klimatu morskiego. Klimat kontynentalny ma znacznie mniejsze oddziaływanie niż w innych regionach kraju. Najcieplejszym miesiącem jest lipiec, w którym średnia temperatura waha się od +13 °C do +22 °C. Najzimniejszy jest styczeń (temperatura waha się wówczas od −6 °C do 1 °C). Średnia roczna temperatura wynosi ok. +7 °C. Średnia roczna suma opadów wynosi 660 mm. Najbardziej deszczowym miesiącem jest sierpień (90 mm), najmniej opadów przypada na marzec (20 mm).
| Miesiąc                     | Sty | Lut | Mar | Kwi | Maj | Czer | Lip | Sie | Wrz | Paź | Lis | Gru | Rocznie |
| --------------------------- | --- | --- | --- | --- | --- | ---- | --- | --- | --- | --- | --- | --- | ------- |
| Śr. wysoka temperatura [°C] | +1  | 0   | +3  | +10 | +16 | +20  | +22 | +20 | +18 | +12 | +6  | +2  | +11     |
| Śr. niska temperatura [°C]  | −6  | −5  | −2  | +1  | +5  | +9   | +13 | +11 | +8  | +5  | +1  | −1  | +3      |
| Opady [mm]                  | 40  | 30  | 20  | 30  | 50  | 60   | 80  | 90  | 60  | 50  | 40  | 50  | 660     |

## Transport

### Przewozy autobusowe
Komunikacja miejska w Wejherowie organizowana jest przez MZK Wejherowo i w samym mieście zapewnia przewozy 17 liniami autobusowymi.
Na terenie miasta przebiega również linia autobusowa J (Wejherowo Szpital – Rumia Partyzantów) organizowana przez ZKM w Gdyni.
Z innymi miastami w Polsce Wejherowo ma połączenie dzięki węzłowi drogowemu i kolejowemu. Natomiast do okolicznych miejscowości dotrzeć można autobusami PKS.
Funkcjonują również korporacje taksówkarskie.

### Kolej

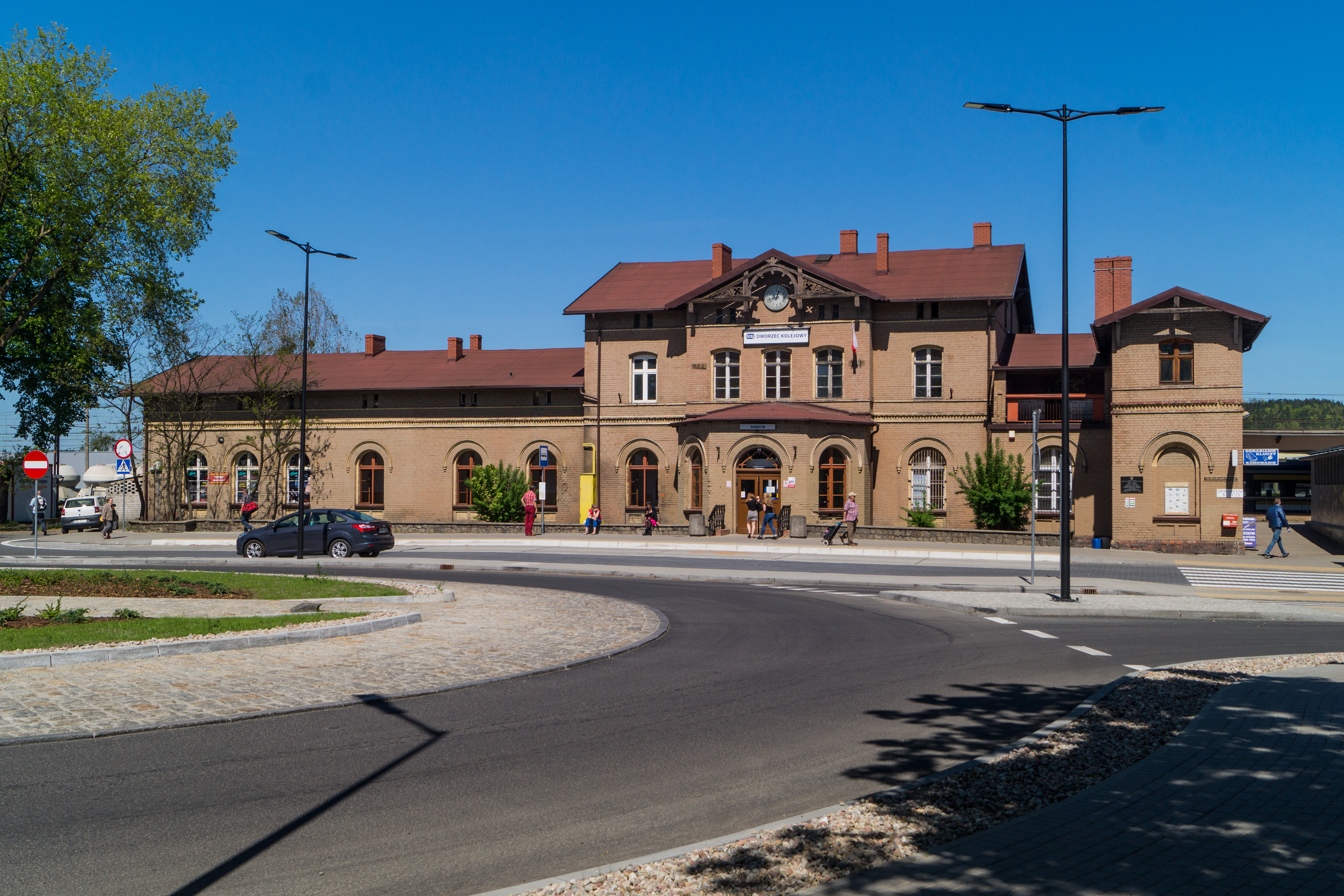
Dworzec kolejowy w Wejherowie

Przez Wejherowo przebiega linia kolejowa nr 202 (Gdańsk-Stargard).
W mieście krzyżują się relacje kolejowe Berlin – Szczecin – Koszalin – Słupsk – Wejherowo – Gdynia oraz, aktualnie nieczynna, Wejherowo – Garczegorze. Z Trójmiastem Wejherowo połączone jest dzięki Szybkiej Kolei Miejskiej, obsługującej dwa przystanki osobowe oraz stację Wejherowo.
W mieście aktualnie znajduje się stacja kolejowa i dwa czynne przystanki osobowe:
- Wejherowo – stacja kolejowa wybudowana w 1870.
- Wejherowo Nanice – przystanek osobowy, wybudowany w 1950[potrzebny przypis].
- Wejherowo Śmiechowo – przystanek oddany do użytku razem z przystankiem Wejherowo Nanice w 1950[potrzebny przypis].

Dawniej znajdował się także przystanek (obecnie bocznica szlakowa) Wejherowo Cementownia oddany do użytku w 1902.

### Drogi
W Wejherowie krzyżuje się kilka ważnych dróg:
- droga wojewódzka nr 218: Krokowa – Wejherowo – Chwaszczyno – Gdańsk
- droga wojewódzka nr 224: Wejherowo – Szemud – Przodkowo – Kartuzy – Egiertowo – Nowa Karczma – Skarszewy – Godziszewo – Tczew

### Transport lotniczy
W 1985 otwarto sanitarne lądowisko, położone przy ul. Jagalskiego.

## Turystyka

### Atrakcje okolicy
- Trójmiejski Park Krajobrazowy – rezerwat leśny Gałęźna Góra
- Puszcza Darżlubska z dwoma szlakami znakowanymi i ścieżką przyrodniczo-leśną
- Groty Mechowskie – jaskinia pseudokrasowa w Mechowie, na skraju Puszczy Darżlubskiej
- Jezioro Żarnowieckie w rynnie polodowcowej
- rzeka Reda płynąca w plejstoceńskiej pradolinie Reda-Łeba
- w leśnictwie Lisewo Diabelski Kamień – duży głaz narzutowy, gnejs o obwodzie 20 m
- rezerwat torfowiskowy Lewice (tzw. Bagno Biała)

### Szlaki turystyczne
- „Szlak Wejherowski” – wiedzie przez Trójmiejski Park Krajobrazowy. Rozpoczyna się w Wejherowie i prowadzi przez Wyspowo, Borowo, Wygodę, Bieszkowice (w tym Piekiełko), Gdynię do Sopotu Kamiennego Potoku. Szlak ma długość 55 km. Na odcinku od Bieszkowic do Wejherowa można poznać kilka jezior m.in. Zawiat, Bieszkowice, Wygoda, Rąbówka i Borowo. Od października 2007 szlak prowadzi przez Rezerwat przyrody Cisowa w Gdyni; mija trzy inne rezerwaty: Kacze Łęgi, Łęg nad Swelinią i Pełcznicę.

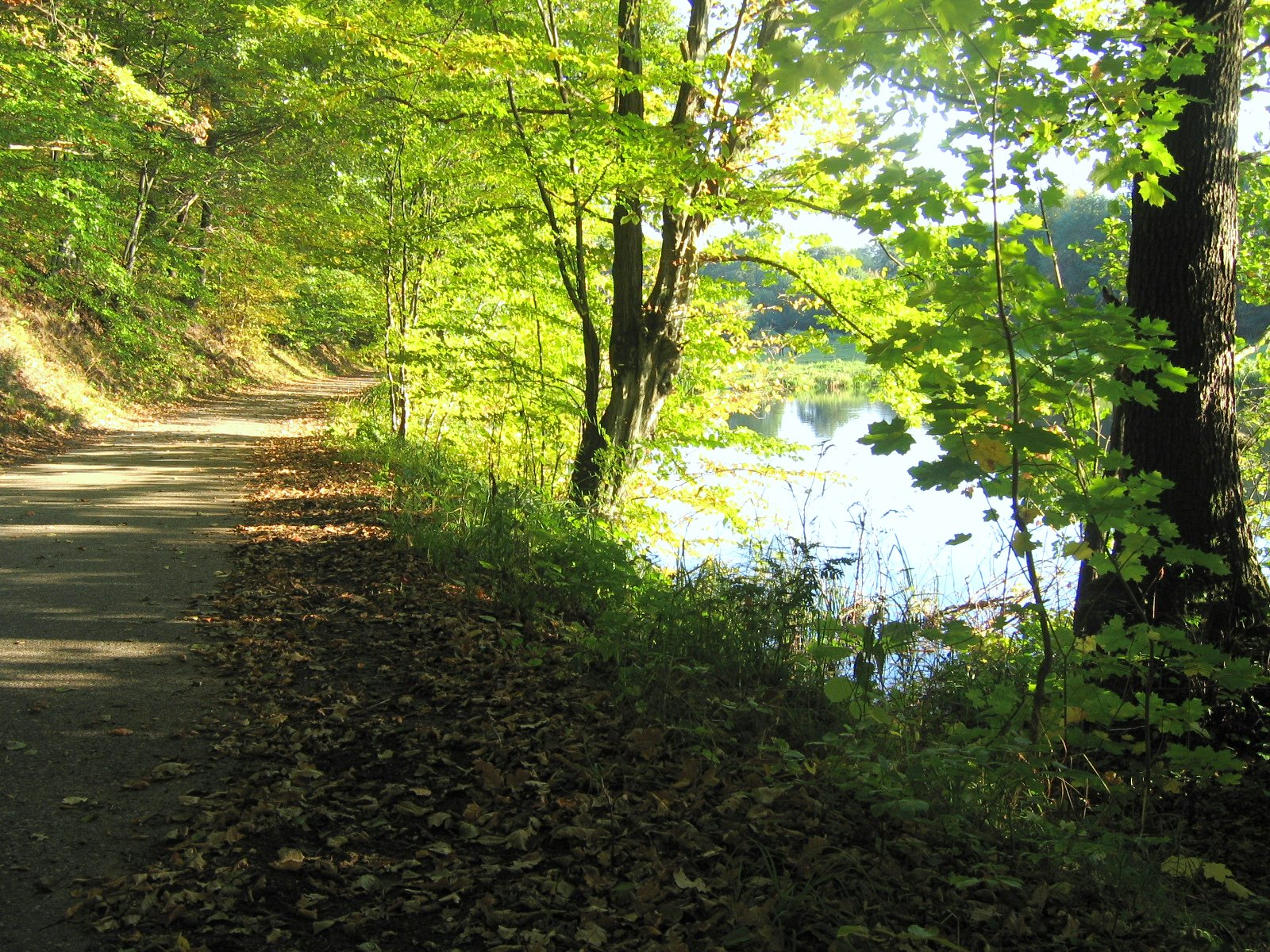
Fragment jednej ze ścieżek rowerowych w mieście

- „Szlak Puszczy Darżlubskiej” – biegnie zachodnią częścią Puszczy Darżlubskiej. Trasa rozpoczyna się przy dworcu kolejowym w Wejherowie, prowadzi w kierunku leśniczówki Miga. Następnie do Piaśnicy, Jeziora Dobrego, skrajem lasu przez Sobieńczyce do Żarnowca i Krokowej. Szlak jest dostępny dla rowerzystów.
- „Szlak Zagórskiej Strugi” o długości 56 km – wiedzie z Gdyni Wzgórza św. Maksymiliana przez Piekiełko i Rumię do Wejherowa. Szlak biegnie głównie lasami, krawędzią Wysoczyzny Gdańskiej, mocno porozcinanej dolinami, mijając wiele pomników przyrody (drzew, głazów narzutowych). Trasa zaczyna się i kończy w dwóch największych dolinach – dolinie Zagórskiej Strugi i dolinie Cedronu. Na trasie można zwiedzić 17 z 26 kaplic Kalwarii Wejherowskiej.
- „Krawędzią Kępy Puckiej” – trasa liczy 33,2 km i biegnie z Pucka przez Rzucewo, Osłonino, Mrzezino, Rekowo i dalej wchodzi w lasy wejherowskie.

## Kultura
Wejherowo na przestrzeni wieków stanowiło silny ośrodek kultury polskiej, opierając się skutecznie akcji germanizacyjnej (działalność koła filomatów „Wiec” oraz S. Marońskiego, J. Łęgowskiego, L. Jakowickiego; koła śpiewacze i teatry amatorskie). Po 1920 miasto było także ważnym ośrodkiem regionalizmu kaszubskiego – wydawana była w nim Gazeta Kaszubska, ukazujące się najpierw jako dwutygodnik, a później tygodnik czasopismo Klëka, przekształcone w 1939 w Tygodnik Wielkiego Pomorza oraz Świt. W okresie międzywojennym animatorką życia kulturalnego w mieście była Maria Lukrecja Bobrius-Kręcka, która zarządzała Towarzystwem Miłośników Sceny oraz powołała koło teatralne w Wejherowie które wystawiało sztuki kaszubskich autorów takich jak np. Jan Karnowski, Bernard Sychta i Hieronim Derdowski, przyczyniła się też do powstania Teatru Kaszubskiego w Wejherowie.

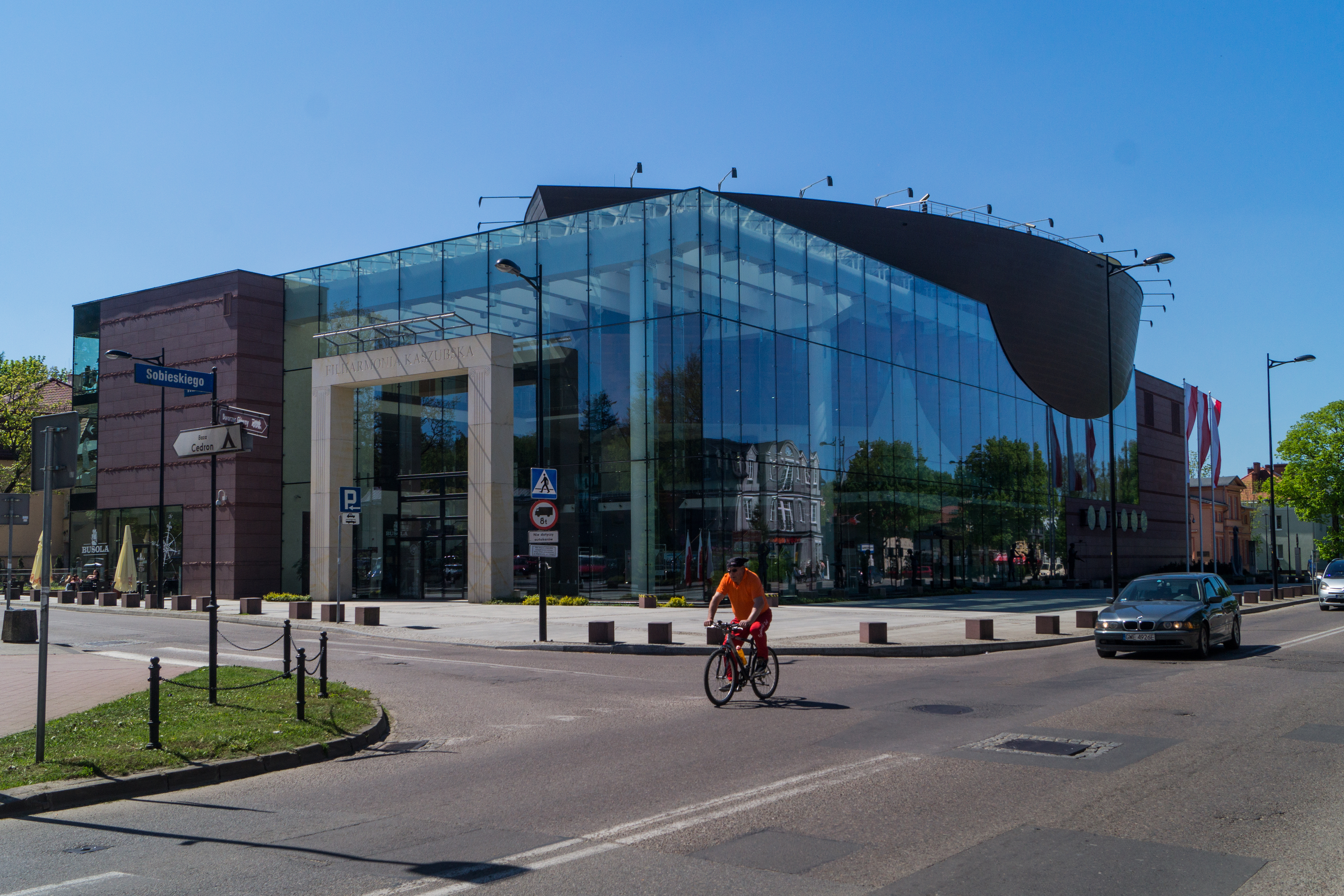
Gmach Filharmonii Kaszubskiej – Wejherowskiego Centrum Kultury

Wejherowo jest siedzibą Muzeum Piśmiennictwa i Muzyki Kaszubsko-Pomorskiej, które gromadzi zabytki piśmiennictwa kaszubsko-pomorskiego, a także organizuje wernisaże i wystawy. Inne muzeum, w którym zapoznać się można z dziejami rodu Wejherów oraz z działalnością wejherowskich franciszkanów, zlokalizowane jest w podziemiach klasztoru. Od 2015 w Wejherowie znajduje się Muzeum Piaśnickie. Od 2023 mieści się w historycznym budynku „Villa Musica” przy ulicy Ofiar Piaśnicy, który w czasie II Wojny Światowej był lokalną siedzibą Gestapo.

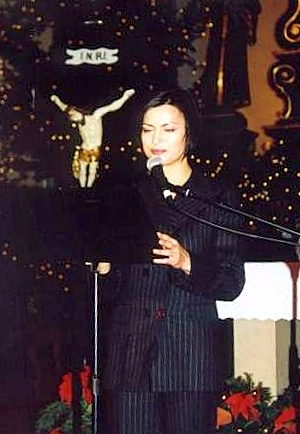
Verba Sacra – Danuta Stenka czyta Biblię w języku kaszubskim

W nowoczesnym gmachu Filharmonii Kaszubskiej funkcjonuje Wejherowskie Centrum Kultury, które – podobnie jak Powiatowy Zespół Placówek Oświatowo-Wychowawczych – prowadzi liczne sekcje i koła zainteresowań, a także zajmuje się edukacją kulturalną, organizuje duże imprezy o charakterze masowym oraz koordynuje działania kulturalne w mieście i regionie. Przy Wejherowskim Centrum Kultury działa też kino studyjne, które powstało po zamknięciu kina „Świt” pod koniec XX w., oraz duża sala teatralno-koncertowo-kinowa (występowali na niej m.in.: Budka Suflera, Grupa MoCarta, Raz, Dwa, Trzy, Aga Zaryan, Anna Maria Jopek, Hanna Banaszak, Edyta Geppert, Renata Przemyk, Grzegorz Turnau, Nigel Kennedy, Ania Wyszkoni, Anita Lipnicka, The Dumplings, Andrzej Piaseczny).
W Wejherowie mieści się Miejska Biblioteka Publiczna im. Aleksandra Majkowskiego przy ulicy Kaszubskiej (od lat organizująca, wraz z władzami miasta, literacki konkurs „Powiew Weny”) oraz Powiatowa Biblioteka Publiczna przy ulicy Dworcowej; działa kilka chórów, m.in. chór męski Harmonia oraz odnoszący sukcesy w kraju i w Europie chór mieszany Cantores Veiherovienses. Funkcjonują również lokalne media, w tym telewizja – Twoja Telewizja Morska i Telewizja Wejherowo, Radio Norda FM, lokalna prasa – Gryf Wejherowski, Express Powiatu Wejherowskiego, Nowiny (biuletyn Urzędu Miejskiego), Puls Wejherowa oraz lokalne serwisy internetowe – np. Nadmorski24.pl, gwe24.pl.
Cykliczne imprezy kulturalno-rozrywkowe w Wejherowie
- Open Arts Festival
- Ogólnopolski Festiwal Pieśni o Morzu
- Verba Sacra – Modlitwy Katedr Polskich
- Imprezy z cyklu African Battle: Reggae & Dub vs. Old Skul Funk & Afrobeat
- Spotkania z Muzyką Kaszub w pałacu-muzeum
- Spotkania Dyskusyjnego Klubu Książki w Miejskiej Bibliotece Publicznej
- Bożonarodzeniowy Jarmark Wejherowski
- Wielkanocny Jarmark Wejherowski
- Stragany Art na ul. Wałowej
- Dzień Jakuba
- Festyn Wakacyjny
- koncerty organowe w wejherowskiej kolegiacie
- kameralne koncerty wigilijne w wejherowskiej kolegiacie
- letnie koncerty w parku i na rynku
- poetyckie wieczory literackie i muzyczne w kawiarni-galerii „Insula”
- występy lokalnych zespołów w browarze „Lubrow”
- sobotnie występy w klubokawiarni Olimp w Wejherowie
- Rekonstrukcja Historyczna w Wejherowie, czyli jak to na Pomorzu zdrajcy ze Szwedem próbowali się bratać.
- FORCECON Zlot Fanów Gwiezdnych Wojen

## Sport i rekreacja

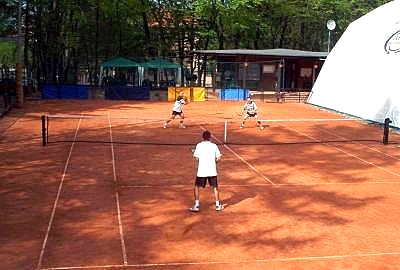
Korty tenisowe

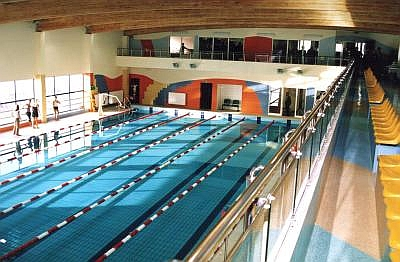
Kryta pływalnia

Najważniejsze obiekty sportowe w Wejherowie
- Wejherowskie Korty Tenisowe,
- Stadion WKS „Gryf” – Wzgórze Wolności,
- Sala widowiskowo-sportowa przy Szkole Podstawowej nr 6,
- Sala sportowa przy Szkole Podstawowej nr 5,
- Kompleks sportowy przy Szkole Podstawowej nr 8,
- Hala sportowa przy Powiatowym Zespole Szkół nr 2,
- Hala sportowa przy Powiatowym Zespole Szkół nr 3,
- Kompleks sportowy przy Powiatowym Zespole Szkół nr 4,
- Kryta pływalnia i kryte lodowisko (przy Szkole Podstawowej nr 8),
- Pole golfowe „Sierra Golf Club” (Pętkowice k. Wejherowa),
- Centrum Integracji Społecznej Wodne Ogrody[19].

Kluby sportowe
- Wejherowski Klub Sportowy „Gryf” – przez kilka lat jedyna w okolicy drużyna III ligi piłkarskiej, obecnie IV liga
- Klub Sportowy „Sprzęgło” Wejherowo
- Klub Sportowy „Tytani” Wejherowo (piłka ręczna) – I liga mężczyzn
- Klub Sportowy UKS „Szóstka”
- Klub Sportowy UKS „Ósemka” (koszykówka, Unihokej)
- Wejherowski Klub Bokserski „WKB Gryf Wejherowo”
- Klub Szachowy Sg1 Wejherowo

Cykliczne imprezy sportowe w Wejherowie
- turniej streetballa na rynku
- wyścig rowerów górskich na morenowych wzgórzach
- biegi im. Jakuba Wejhera
- Festyn Rekreacyjny „Wejherowo Biega”
- turnieje piłkarskie
- zawody balonowe
- „Wejher Cross Games” – zawody cross-fit

## Religia

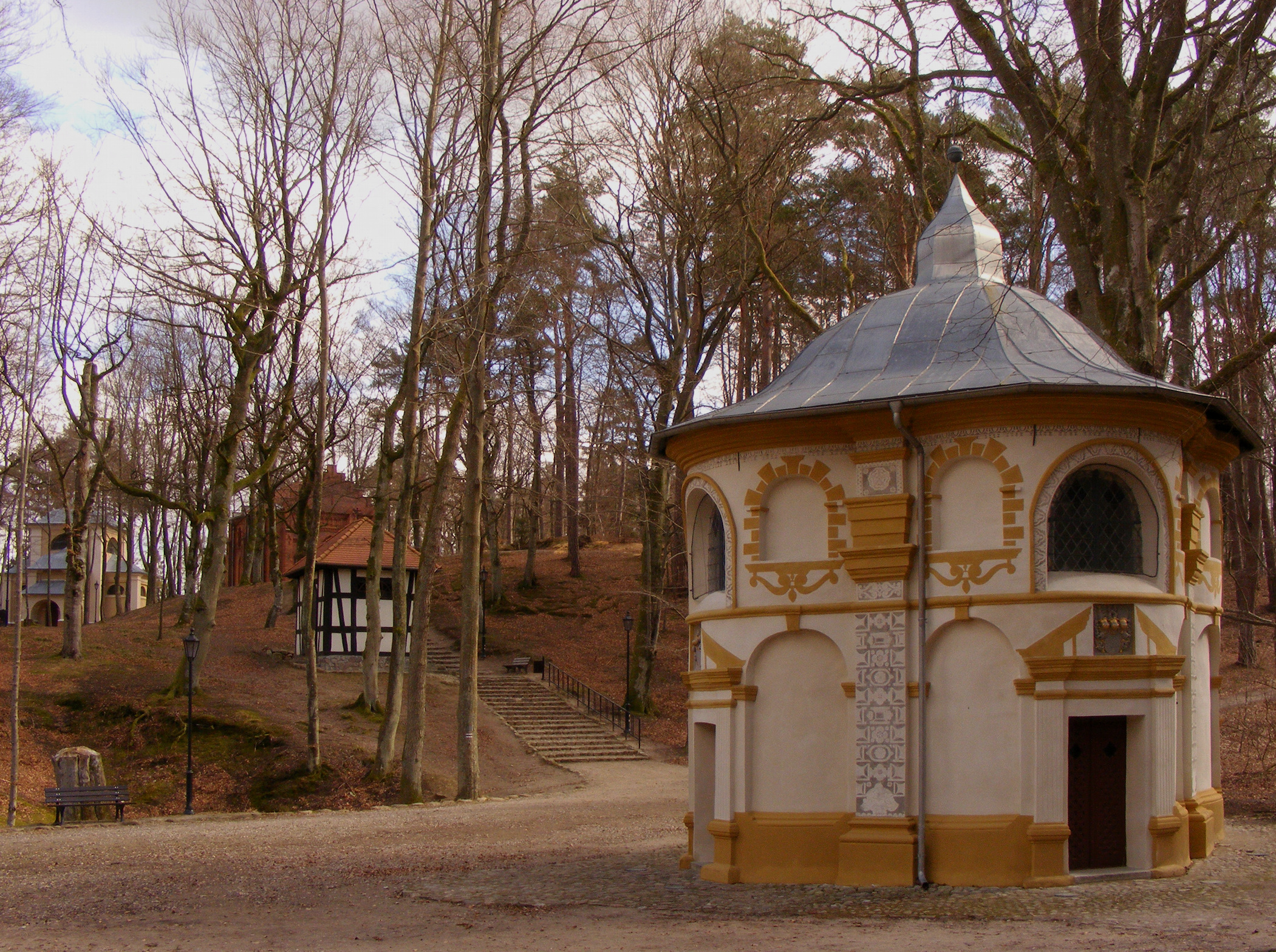
Kapliczka Kalwarii Wejherowskiej

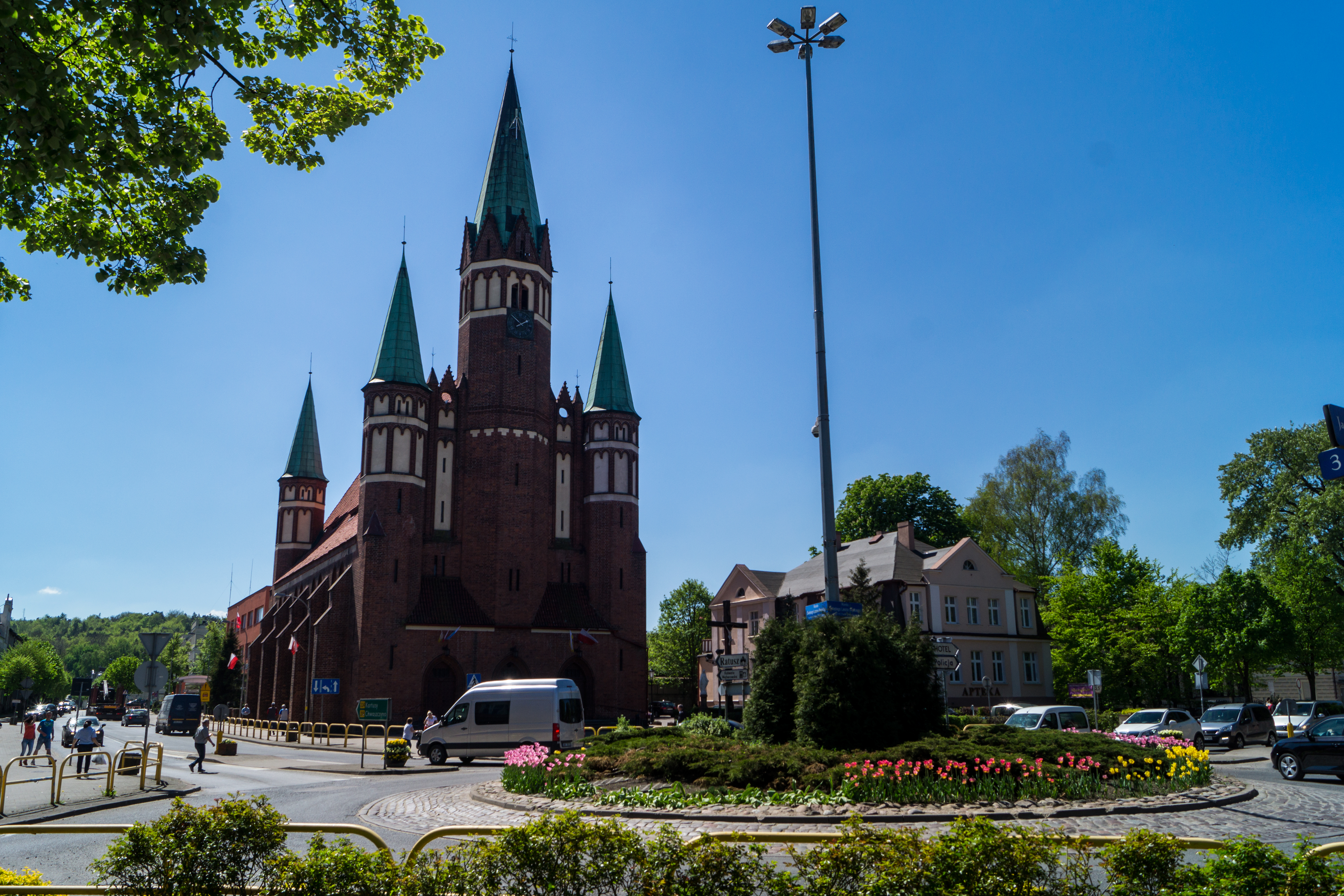
Poewangelicki kościół par. pw. św. Leona Wielkiego i Stanisława Kostki (1907–1909)

### Kalwaria wejherowska
Wejherowo jest niekiedy nazywane „duchową stolicą Kaszub” ze względu na znajdujące się w nim liczne obiekty kultu religijnego, w tym sanktuarium pasyjno-maryjne oraz związane z nimi ruchy pielgrzymkowe o wielowiekowej tradycji.

### Parafie rzymskokatolickie
- Parafia Chrystusa Króla – kościół parafialny Chrystusa Króla, ul. Narutowicza 2
- Parafia NMP Królowej Polski – kościół parafialny NMP Królowej Polski, ul. Rybacka 22
- Parafia św. Leona Wielkiego – kościół parafialny (poewangelicki) św. Stanisława Kostki, ul. Sobieskiego 235 oraz konwikt św. Leona Wielkiego, ul. 3 Maja 19
- Parafia św. Anny – kościół parafialny św. Anny, ul. Reformatów 19
- Parafia Świętej Trójcy – kościół parafialny Świętej Trójcy (kolegiata Wejherowska), ul. Kościuszki 2 oraz kościół cmentarny Chrystusa Pana Zmartwychwstałego, ul. ks. Edmunda Roszczynialskiego
- Parafia św. Karola Boromeusza – kościół parafialny św. Karola Boromeusza, ul. Gryfa Pomorskiego 51

### Wspólnoty innych wyznań
- zbór Kościoła Chrześcijan Baptystów[20]
- Kościół Zbawiciela Pana Jezusa Chrystusa w Wejherowie[21]
- cztery zbory Świadków Jehowy (Wejherowo–Północ, Wejherowo–Śródmieście (w tym grupa rosyjskojęzyczna), Wejherowo–Wschód (w tym grupa ukraińskojęzyczna), Wejherowo–Zachód) z Salą Królestwa, ul. Techników 6[22].

### Cmentarze
Współcześnie istniejące to:
- Cmentarz Śmiechowski przy ul. Roszczynialskiego
- Cmentarz Komunalny przy ul. Roszczynialskiego
- Cmentarz Stary przy ul. 3 Maja
- Cmentarz Żołnierzy Radzieckich przy ul. Roszczynialskiego
- Cmentarz – Miejsce Pamięci w Piaśnicy koło Wejherowa – miejsce straceń 12 tysięcy Kaszubów, Polaków i Niemców, z grobem bł. Alicji Kotowskiej, zmartwychwstanki

Od 2004 działa w mieście stowarzyszenie, mające na celu upamiętnienie dawnych cmentarzy wejherowskich, do których należą:
- Cmentarz Choleryczny
- Cmentarz Ewangelicki – zlikwidowany (bez ekshumacji ciał) w 1951 przez władze komunistyczne ku oburzeniu mieszkańców miasta; obecnie upamiętniony granitowym głazem
- Stary Cmentarz Ewangelicki – przy obecnej ulicy Kościuszki
- Cmentarz Zakładu Psychiatrycznego – położony w lesie za jednostką wojskową, zachowało się sporo płyt nagrobnych, a także oryginalny układ ścieżek. W planach jest utworzenie lapidarium
- Cmentarz Żołnierzy Niemieckich – zlikwidowany razem z cmentarzem ewangelickim w 1951
- Cmentarz Żydowski – zachowały się ślady macew.

## Oświata
Ośrodki edukacyjne w Wejherowie:
- szkoły podstawowe:
  - Społeczna Szkoła Podstawowa nr 1 im. Janusza Korczaka[23].
  - Szkoła Podstawowa Zgromadzenia Sióstr Zmartwychwstania Pańskiego im. bł. Alicji Kotowskiej,
  - Szkoła Podstawowa nr 5 im. Fryderyka Chopina,
  - Szkoła Podstawowa nr 6 im. Tadeusza Kościuszki,
  - Szkoła Podstawowa nr 8 im. Martyrologii Piaśnicy,
  - Szkoła Podstawowa nr 9 im. gen. Józefa Wybickiego,
  - Szkoła Podstawowa nr 11 im. Teodora Bolduana;
- szkoły ponadpodstawowe:
  - Powiatowy Zespół Szkół nr 1 im. Jana III Sobieskiego: I Liceum Ogólnokształcące, I Liceum Ogólnokształcące dla Dorosłych,
  - Powiatowy Zespół Szkół nr 2 im. Bohaterskiej Załogi ORP „Orzeł” (pot. „Elektryk”): III Liceum Ogólnokształcące, Technikum nr 1, Branżowa Szkoła I Stopnia nr 3, Szkoła Policealna nr 1 dla Dorosłych,
  - Powiatowy Zespół Szkół nr 3 im. ks. Edmunda Roszczynialskiego: IV Liceum Ogólnokształcące, Technikum nr 2, Branżowa Szkoła I Stopnia nr 1, III Liceum Ogólnokształcące dla Dorosłych, Szkoła Policealna nr 2 dla Dorosłych,
  - Powiatowy Zespół Szkół nr 4 im. Jakuba Wejhera (pot. „Samochodówka”): V Liceum Ogólnokształcące, Technikum nr 3, Branżowa Szkoła I Stopnia nr 2, II Liceum Ogólnokształcące dla Dorosłych, Szkoła Policealna nr 3 dla Dorosłych,
  - Niepubliczna Szkoła Rzemiosła im. św. Józefa;
- inne:
  - Powiatowy Zespół Szkół Policealnych im. Zdzisława Kieturakisa (pot. „Medyk”): Szkoła Policealna dla Młodzieży, Szkoła Policealna nr 4 dla Dorosłych,
  - Powiatowy Zespół Kształcenia Specjalnego: Specjalny Ośrodek Szkolno-Wychowawczy nr 1 im. Janusza Korczaka, Branżowa Szkoła I stopnia nr 5, Szkoła Specjalna Przysposabiająca do Pracy,
  - Powiatowy Zespół Poradni Psychologiczno-Pedagogicznych: Poradnia Psychologiczno-Pedagogiczna w Wejherowie,
  - Ośrodek Szkolno-Wychowawczy nr 2 dla Niesłyszących i Słabosłyszących im. Jana Siestrzyńskiego,
  - Powiatowy Zespół Placówek Oświatowo-Wychowawczych,
  - Państwowa Szkoła Muzyczna I Stopnia im. Fryderyka Chopina,
  - Szkoła Muzyczna „Yamaha”;
- Kaszubsko-Pomorska Szkoła Wyższa.

## Współpraca
- Miasta partnerskie:
  -  Rouen (Francja)
  -  Tyresö (Szwecja)
  -  Święciany (Litwa)
- Miasta zaprzyjaźnione:
  -  Stanisławów (Ukraina)
  -  Trutnov (Czechy)
  -  Chełmno (Polska)
- Miasta stowarzyszone:

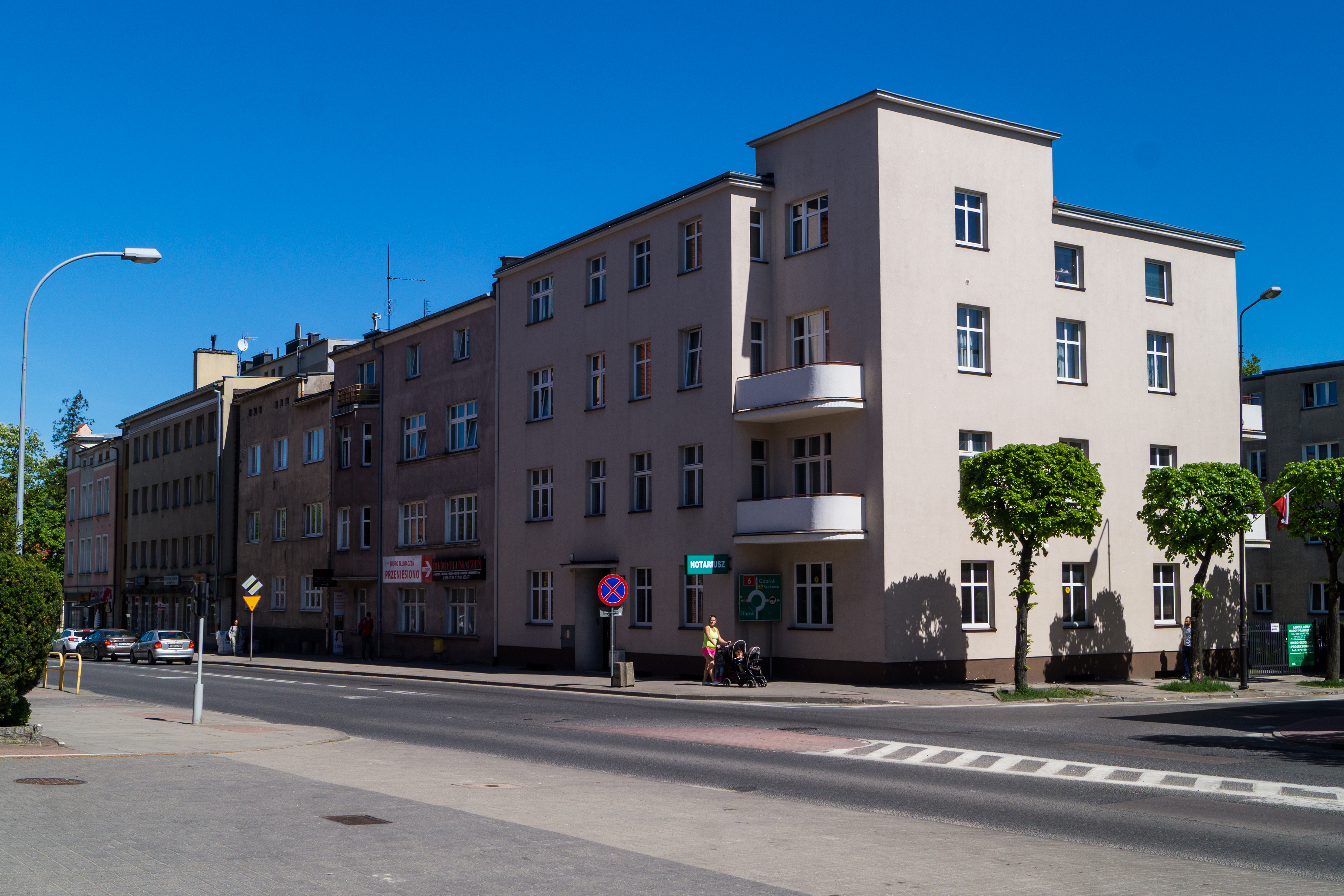
Przykład architektury modernizmu w Wejherowie – ulica 3 Maja

  - Reda (w ramach Małego Trójmiasta Kaszubskiego)
  - Rumia (w ramach Małego Trójmiasta Kaszubskiego)